# Бочечное пространство
Бочкой в топологическом векторном пространстве называется подмножество, которое радиально выпукло, закруглено и замкнуто.
Локально выпуклое пространство называется бочечным, если всякая бочка в нём является окрестностью нуля или, что то же самое, бочечное пространство — это локально выпуклое пространство, в котором семейство всех бочек образует базис (или на котором всякая преднорма полунепрерывная снизу, непрерывна).
Всякое бэровское локально выпуклое пространство бочечно. В частности, все банаховы пространства и все пространства Фреше бочечны.